# جون هاو (سياسي)
جون هاو (بالإنجليزية: John Howe)‏ هو سياسي أمريكي، ولد في 26 أغسطس 1963. نشط حزبياً في الحزب الجمهوري لمينيسوتا ‏ والحزب الجمهوري. وقد انتخب عضو مجلس ولاية مينيسوتا.

## وصلات خارجية
- الموقع الرسمي